# Oakwood (stanice metra v Londýně)
Oakwood je stanice metra v Londýně, otevřená 13. března 1933. Když se vybíralo jméno stanice měli na výběr z možností: Oakwood, Meryhills a East Barnet. Vyhrálo Enfield West. 3. května 1934 došlo k přejmenování na Enfield West (Oakwood) a 1. září 1946 na dnešní název. Stanice se nachází na lince :
- Piccadilly Line (mezi stanicemi Southgate a Cockfosters)

| Rok  | Počet cestujících |
| ---- | ----------------- |
| 2011 | 2,74 mil          |
| 2012 | 2,41 mil          |
| 2013 | 2,79 mil          |
| 2014 | 2,94 mil          |